# Olympische Sommerspiele 1948/Kanu – Einer-Kajak 500 m (Frauen)
Die Wettkämpfe im Einer-Kajak über 500 Meter bei den Olympischen Sommerspielen 1948 wurde am 12. August auf der Regattastrecke bei Henley-on-Thames auf der Themse ausgetragen.
Es handelte sich hierbei um die ersten Frauen-Kanu-Wettbewerbe bei Olympischen Spielen. Erste Olympiasieger wurde die Dänin Karen Hoff. Besonders bei den Ergebnissen war die Tatsache, dass die ersten vier Plätze im Finale alle von Teilnehmerinnen des 2. Vorlaufes belegt worden, während Teilnehmerinnen des 1. Vorlaufes auf den Plätzen 5 bis 8 landeten. Die Sportlerinnen kamen untereinander sogar in genau der gleichen Reihenfolge ins Ziel wie in ihren jeweiligen Vorläufen.

## Ergebnisse

### Vorläufe

#### Vorlauf 1
| Rang | Athletin          | Nation           | Zeit       |
| ---- | ----------------- | ---------------- | ---------- |
| 1    | Růžena Košťálová  | Tschechoslowakei | 2:39,6 min |
| 2    | Sylvi Saimo       | Finnland         | 2:41,7 min |
| 3    | Anna Van Marcke   | Belgien          | 2:44,7 min |
| 4    | Catherine Vautrin | Frankreich       | 2:45,2 min |
| 5    | Joyce Richards    | Großbritannien   | 3:00,1 min |

#### Vorlauf 2
| Rang | Athletin                   | Nation      | Zeit       |
| ---- | -------------------------- | ----------- | ---------- |
| 1    | Karen Hoff                 | Dänemark    | 2:32,2 min |
| 2    | Lida van der Anker-Doedens | Niederlande | 2:35,4 min |
| 3    | Fritzi Schwingl            | Österreich  | 2:35,7 min |
| 4    | Klára Fried-Bánfalvi       | Ungarn      | 2:37,5 min |
| 5    | Ingrid Wallgren            | Schweden    | 2:38,5 min |

### Finale
| Rang | Athletin                   | Nation           | Zeit       |
| ---- | -------------------------- | ---------------- | ---------- |
| 1    | Karen Hoff                 | Dänemark         | 2:31,9 min |
| 2    | Lida van der Anker-Doedens | Niederlande      | 2:32,8 min |
| 3    | Fritzi Schwingl            | Österreich       | 2:32,9 min |
| 4    | Klára Fried-Bánfalvi       | Ungarn           | 2:33,8 min |
| 5    | Růžena Košťálová           | Tschechoslowakei | 2:38,2 min |
| 6    | Sylvi Saimo                | Finnland         | 2:38,4 min |
| 7    | Anna Van Marcke            | Belgien          | 2:43,4 min |
| 8    | Catherine Vautrin          | Frankreich       | 2:44,4 min |

## Weblink
- Ergebnisse